# Роди се звезда (филм, 1954)
„Роди се звезда“ (на английски: A Star Is Born) е американска музикална драма от 1954 г., написана от Мос Харт, с участието на Джуди Гарланд и Джеймс Мейсън, а режисьор е Джордж Кюкор. Сценарият на Харт е адаптация на оригиналния филм от 1937 г., който е базиран на оригиналния сценарий на Робърт Карсън, Дороти Паркър и Алън Кембъл, и от същата история на Уилям А. Уелман и Карсън, с некредитиран принос от шест допълнителни писатели – Дейвид О. Селзник, Бен Хехт, Ринг Ларднър младши, Джон Лий Махин, Бъд Шулбърг и Адела Роджърс Сейнт Джонс.
Гарланд не е правила филм, тъй като е договорила освобождаване от договора си за MGM скоро след започването на снимките на „Кралска сватба“ (Royal Wedding) през 1950 г. и филмът е популяризиран силно като нейното завръщане. За изпълнението си в „Роди се звезда“, Гарланд е номинирана за наградата „Оскар“ за най-добра актриса. NBC, която излъчваше церемонията по телевизията, изпрати снимачен екип в болничната стая, където се възстановява, след като роди сина си Джоуи, за да изнесе речта си за приемане на живо, ако спечели, но наградата отиде при Грейс Кели за „Провинциалистката“ (The Country Girl).
Това е втората от четирите официални адаптации на „Роди се звезда“, като първата през 1937 г. е с участието на Джанет Гейнър и Фредрик Марч, третата през 1976 г. с Барбара Стрейзънд и Крис Кристоферсън, и четвъртата през 2018 г. с Лейди Гага и Брадли Купър.
През 2000 г. филмът от 1954 г. е избран за съхранение в Националния филмов регистър на Съединените щати от Конгресната библиотека като „културно, исторически или естетически значим.“ Филмът е класиран на 43 място в класацията на Американския филмов институт в списъка на „100 години, 100 страсти“ през 2002 г. и №7 в списъка му с най-великите мюзикли през 2006 г. Песента The Man That Got Away е класирана на 11-о място в списъка на AFI със 100 най-добри песни във филми.